# Inna Gaponenko
Inna Gaponenko (també coneguda com a Inna Yanovska; nascuda el 22 de juny de 1976 és una jugadora d'escacs ucraïnesa que té els títols de Mestre Internacional i de Gran Mestre Femení.

## Resultats destacats en competició
Va guanyar el Campionat d'Europa femení sub-16 el 1992 i el Campionat del món d'escacs femení sub-18 el 1994. El 2002 Gaponenko va guanyar el Campionat d'Europa femení de semiràpides a Antalya. Va guanyar el Campionat d'Ucraïna femení el 2008.
Gaponenko va jugar per l'equip ucraïnès a les olimpíades d'escacs femenines entre 1994 i 1998 i de 2002 a 2014. Hi va guanyar la medalla d'or per euquips el 2006, l'argent el 2008, el bronze el 2012 i 2014, i l'or individual el 2010 com a millor 4t tauler.
Al Campionat del món d'escacs per equips femení, hi fou or el 2013, bronze el 2007 i 2009, i hi va obtenir dues medalles d'or individuals (el 2007 i el 2009). També formà part de l'equip ucraïnès que va guanyar la medalla d'or al Campionat d'Europa femenní per equips de 2013 a Varsòvia.